# Lubow Ladowa
Lubow Aleksiejewna Ladowa (ros. Любовь Алексеевна Лядова; ur. 17 listopada 1952 w Nolińsku) – rosyjska biegaczka narciarska reprezentująca Związek Radziecki, srebrna medalistka mistrzostw świata.

## Kariera
Igrzyska olimpijskie w Sarajewie w 1984 roku były pierwszymi i zarazem ostatnimi w jej karierze. Zajęła tam 12. miejsce w biegu na 10 km oraz 7. miejsce na dystansie 20 km techniką klasyczną. Ponadto wraz z koleżankami z reprezentacji była czwarta w sztafecie 4 × 5 km.
W 1982 roku wystartowała na mistrzostwach świata w Oslo. Osiągnęła tam najlepszy wynik w swojej karierze wspólnie z Lubow Zabołocką, Raisą Smietaniną i Galiną Kułakową zdobywając srebrny medal w sztafecie. W indywidualnych startach zajęła między innymi siódme miejsce w biegu na 10 km techniką dowolną oraz czwarte w biegu na 20 km stylem klasycznym, w którym walkę o brązowy medal przegrała z Hilkką Riihivuori z Finlandii. Na kolejnych mistrzostwach już nie startowała.
Najlepsze wyniki w Pucharze Świata osiągnęła w sezonie 1982/1983, kiedy zajęła 6. miejsce. Nigdy nie stawała na podium zawodów Pucharu Świata. W 1984 roku zakończyła karierę.

## Osiągnięcia

### Igrzyska olimpijskie
| Miejsce | Dzień     | Rok  | Miejscowość | Konkurencja             | Czas biegu | Strata  | Zwyciężczyni          |
| ------- | --------- | ---- | ----------- | ----------------------- | ---------- | ------- | --------------------- |
| 12.     | 9 lutego  | 1984 | Sarajewo    | 10 km stylem klasycznym | 31:44,2    | +1:21,6 | Marja-Lisa Hämälainen |
| 4.      | 15 lutego | 1984 | Sarajewo    | Sztafeta 4 × 5 km       | 1:06:49,7  | +1:05,3 | Norwegia              |
| 7.      | 18 lutego | 1984 | Sarajewo    | 20 km stylem klasycznym | 1:01:45,0  | +2:08,3 | Marja-Lisa Hämälainen |

### Mistrzostwa świata
| Miejsce | Dzień     | Rok  | Miejscowość | Konkurencja             | Czas biegu | Strata  | Zwyciężczyni     |
| ------- | --------- | ---- | ----------- | ----------------------- | ---------- | ------- | ---------------- |
| 7.      | 19 lutego | 1982 | Oslo        | 10 km stylem dowolnym   | 29:25,9    | +1:04,4 | Berit Aunli      |
| 19.     | 21 lutego | 1982 | Oslo        | 5 km stylem dowolnym    | 14:30,2    | ?       | Berit Aunli      |
| 2.      | 24 lutego | 1982 | Oslo        | Sztafeta 4 × 5 km       | 1:02:15,9  | +13,7   | Norwegia         |
| 4.      | 26 lutego | 1982 | Oslo        | 20 km stylem klasycznym | 1:06:16,9  | +1:29,0 | Raisa Smietanina |

### Puchar Świata
W sezonach 1973/1974 - 1980/1981 Puchar Świata rozgrywany był nieoficjalnie.

#### Miejsca w klasyfikacji generalnej
- sezon 1978/1979: 6.
- sezon 1980/1981: 14.
- sezon 1981/1982: 17.
- sezon 1982/1983: 6.
- sezon 1983/1984: 22.

#### Miejsca na podium
Ladowa nigdy nie stawała na podium zawodów Pucharu Świata.